# LOCON Benelux B.V.

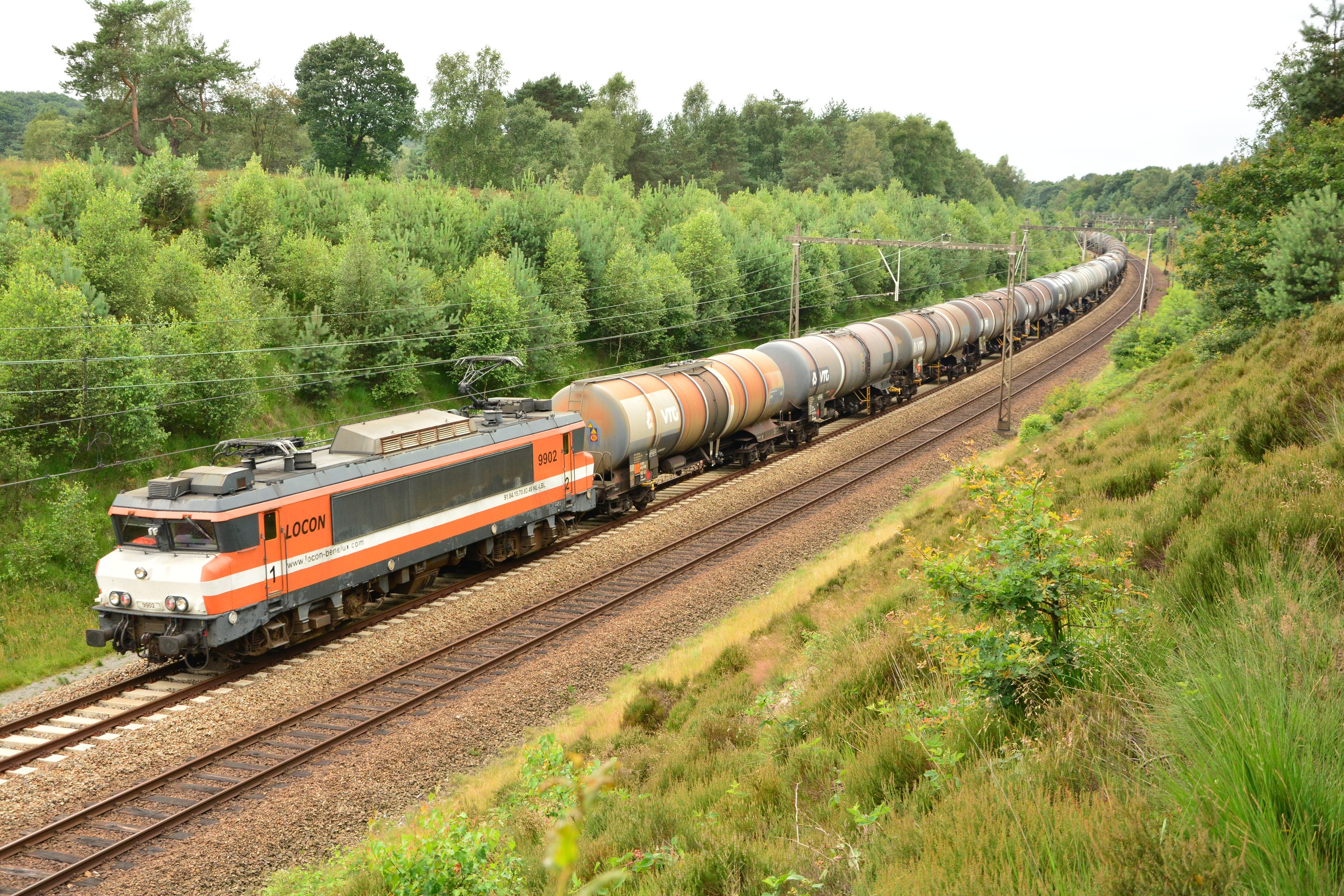
Loc Locon 9902 met keteltrein in de ingraving bij Assel; 16 juli 2016.

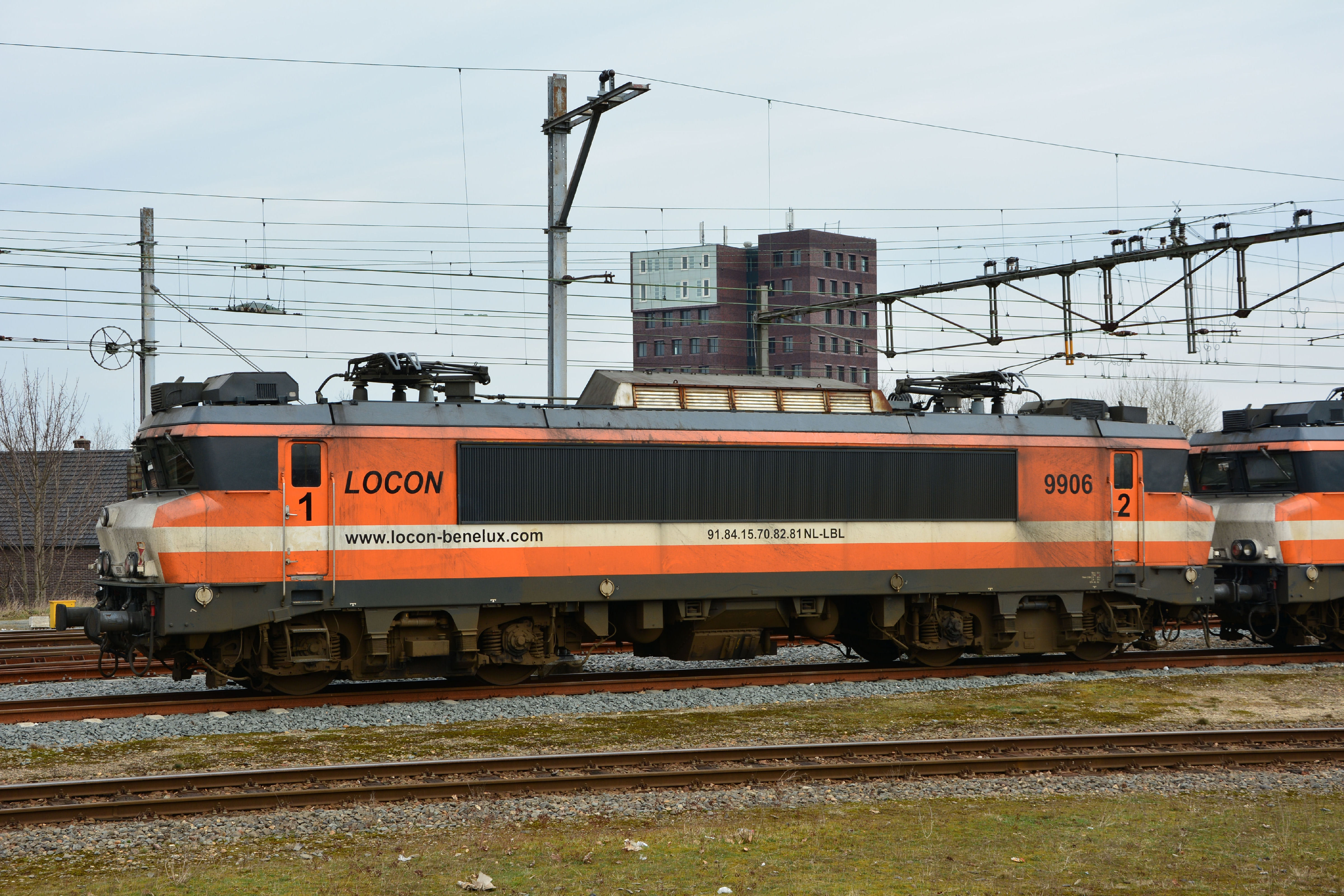
Loc Locon 9906 te Apeldoorn; 28 maart 2015.

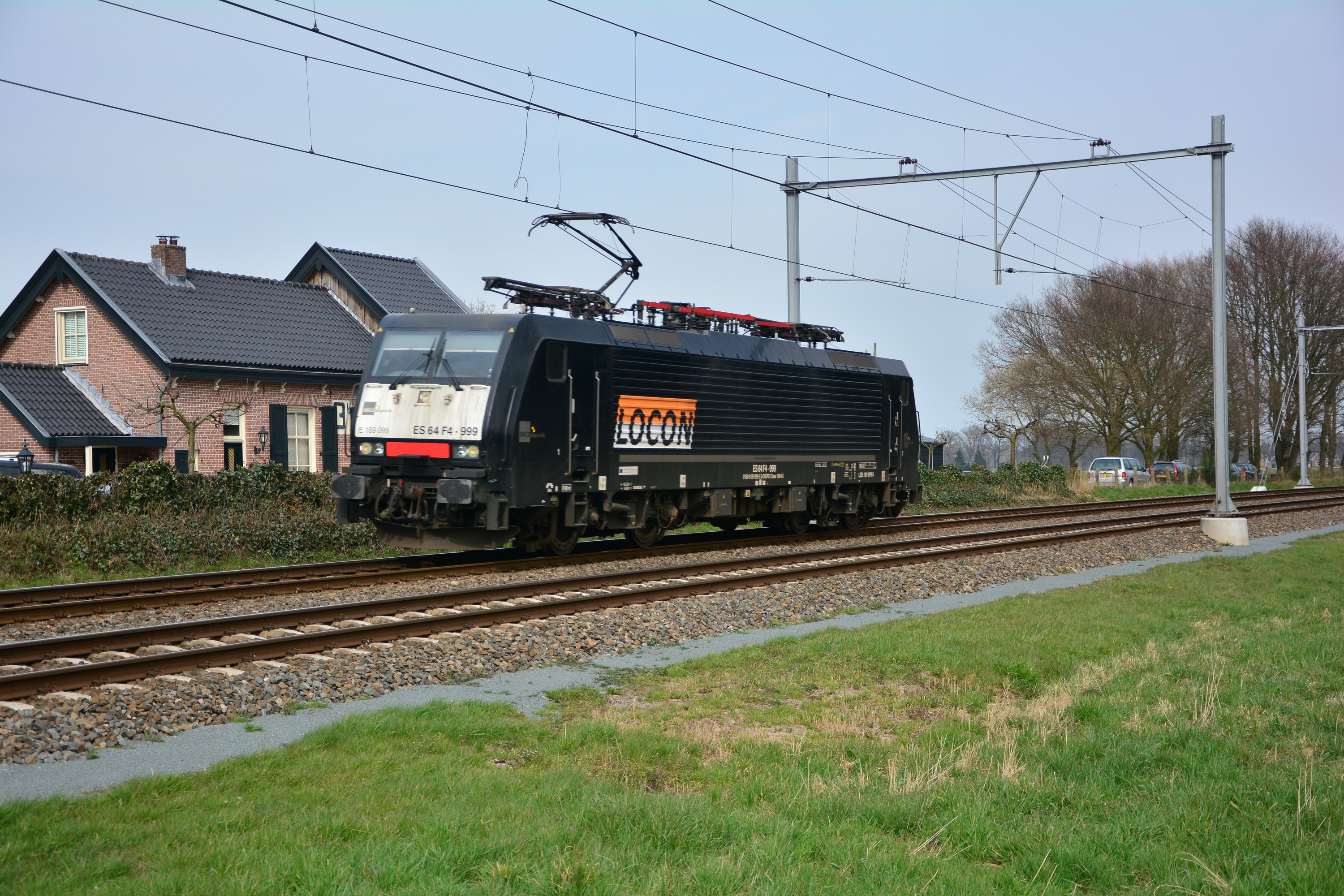
Loc Locon 189 099 passeert het voormalige station Teuge 2 april 2016.

LOCON Benelux B.V. was een Nederlandse spoorweggoederenvervoerder, gevestigd te Zwolle.

## Geschiedenis
Het bedrijf werd in 2010 opgericht door LOCON A.G. (de al bestaande Duitse tak van het bedrijf) en Haetberting B.V.
In april 2011 verkreeg LOCON Benelux B.V. haar spoorweglicentie voor Nederland. Op 2 april 2011 werd de eerste goederentrein onder eigen licentie tussen Venlo en Vlissingen gereden. In mei 2012 verwierf het bedrijf een licentie voor het uitvoeren van besloten personenvervoer in Nederland. In augustus van datzelfde jaar werd de eerste besloten reizigerstrein door LOCON Benelux B.V. van Utrecht naar Emmerich gereden.
Op 14 juli 2017 is Locon Benelux B.V. door de rechtbank in Zwolle failliet verklaard.

## Tractie
Voor het rijden van binnenlandse treinen over langere afstanden beschikte LOCON Benelux over meerdere elektrische locomotieven van het type NS 1600. In de zomer van 2011 verwierf LOCON Benelux de 1827 en 1834, en later dat jaar ook de 1831 en 1836. Deze locomotieven werden bij LOCON Benelux omgedoopt tot respectievelijk de 9901, 9902, 9904 en 9905, en werden voorzien van een oranje-witte kleurstelling. In 2013 kwamen hier de 1828 en 1837 bij, respectievelijk de 9906 en 9903. In 2014 werd het park ex-1600'en nog verder uitgebreid met de 1829 en 1830, respectievelijk de 9909 en 9908. Laatstgenoemde draagt het stadswapen van Zwolle. De 1824 en 1833 zijn eveneens aangekocht door LOCON Benelux, deze dienden vooralsnog als 'pluklocs' voor het leveren van onderdelen.
De locs werden vanaf 2011 voornamelijk ingezet voor afvaltreinen naar Attero in Wijster, Lage Zwaluwe / Moerdijk, VAM Apeldoorn, Crailoo tussen Amersfoort en Hilversum, en Vlissingen Sloe. In de loop der jaren is dit vervoer grotendeels overgenomen door vrachtwagens. De 9900'en verschenen sindsdien vooral als trekkracht voor shuttletreinen naar Bad Bentheim en Venlo.
LOCON Benelux B.V. beschikte verder nog over enkele elektrische meerspannings-locomotieven type BR189 voor het rijden van grensoverschrijdend vervoer, en een aantal diesellocomotieven type G1206 en V100.